# Порт-Саїд (стадіон)
Стадіон Порт-Саїд (араб. ستاد بورسعيد) — єгипетський багатофункціональний стадіон, розташований у місті Порт-Саїді. Місткість становить 18 тисяч чоловік, максимально же стадіон може вмістити до 35 000 глядачів. Служить домашнім стадіоном для футбольного клубу «Аль-Масрі».
Стадіон розташований в 8 км від аеропорту Порт-Саїд.

## Історія
Будівництво стадіону було завершено в 1956 році, він був відкритий в присутності міністра соціальних справ Хусейна аль-Шафеъ від імені президента Гамаля Абделя Насера.
1 лютого 2012 року стадіон став місцем трагічний подій, в результаті яких загинуло не менш як 73 людей. Після цього футбольна федерація країни призупинила будь-які спортивні події на стадіоні. Лише 10 лютого 2018 року, після більш ніж 6 років після катастрофи, стадіон знову став місцем футбольних матчів.

## Міжнародні змагання
Стадіон у Порт-Саїді став одним з місць проведення Кубка африканських націй 2006. На ньому пройшли всі матчі групи D, в якому грали збірні Нігерії, Сенегалу, Гани і Зімбабве, і матч 1/4 фіналу (Нігерія—Туніс)
Крім того, на стадіоні відбулися матчі юнацького чемпіонату світу 1997 року і молодіжного чемпіонату світу 2009 року.